# Austroalpiene Dekbladen
| Geologie van de Alpen |
| --- |
| Weisshorn |
| Tektonische indeling |
| Molassebekken |
| Helvetische Zone |
| Penninische Dekbladen |
| Austroalpiene Dekbladen |
| Zuidelijke Alpen |
| Geologische structuren |
| Aarmassief · Dent Blanche-nappe · Engadin-venster · Hohe Tauern-venster · Periadriatische lijn · Ivrea-zone · Lepontin dome · Rhône-Simplonlijn · Sesia-zone |
| Paleogeografische gebieden |
| Valais-oceaan |
| Briançonnais microcontinent |
| Piëmont-Liguriëbekken |
| Apulische of Adriatische plaat |
| Portaal Geologie |

De Austroalpiene nappes zijn een nappe-opeenvolging in de Alpen. De Alpen bestaan uit drie zulke opeenvolgingen, de Austroalpiene nappes vormen de bovenste van de drie en dagzomen vooral in het oosten van de Alpen, vandaar de naam (austro- betekent oost). Omdat de Austroalpiene nappes uit materiaal van de Adriatische plaat bestaan en over de Penninische en Helvetische nappes zijn geschoven worden ze allochtoon genoemd. Over het algemeen zijn ze relatief ongemetamorfoseerd, in tegenstelling tot de Penninische nappes waar ze op liggen.

## Lithologieën
De Austroalpiene nappes zijn fragmenten van de voormalige continentale marge van de Adriatische plaat. Deze fragmenten bevatten zowel gesteentes van de onderkorst als sedimenten die daarop afgezet zijn. De diepere gesteentes zijn door hun oorspronkelijke diepte gemetamorfoseerd (groenschist- tot amfiboliet-facies). De onderste eenheden zijn gneisen en granieten van het Hercynische basement, daarboven komen Permische en Mesozoïsche sedimenten en vulkanieten. Er komen ook grote hoeveelheden ondiep mariene kalken (soms gedolomitiseerd) voor, zoals in de Oostenrijkse regio Salzkammergut en de Duitse regio Allgäu. De Noordelijke Alpen in Oostenrijk worden vanwege deze Austroalpiene kalksteen wel Noordelijke Kalkalpen genoemd.
Al deze gesteentes zijn in een groot deel van de Oostenrijkse Alpen in geplooide lagen te vinden.
Meestal zijn de Austroalpiene gesteentes nauwelijks door Alpiene metamorfose beïnvloed, ze zijn niet dieper dan hun oorspronkelijke positie geweest tijdens de gebergtevorming in de Alpen. De oudere gesteentes zijn wel tijdens de Hercynische orogenese gemetamorfoseerd.

## Geografische positie
In Zwitserland zijn de Austroalpiene nappes weggeërodeerd, op een paar klippes als de Dent Blanche-klippe na (waar de Matterhorn het merkwaardigste voorbeeld van is). Deze overgebleven Zwitserse nappes hebben een andere tektonische en metamorfe geschiedenis dan de Austroalpiene nappes verder naar het oosten, waardoor ze weleens als aparte eenheid worden beschouwd. In Oostenrijk daarentegen beslaan de Austroalpiene nappes het grootste gedeelte van dat land, op een paar vensters zoals het Hohe Tauern-venster en het Engadin-venster na.

## Sporen van de Eo-Alpiene orogenese
Het materiaal uit de Austroalpiene nappes is vanuit het oostzuidoosten al eens eerder gedeformeerd door gebergtevorming in het Krijt. Naar het westnoordwesten toe neemt de metamorfe graad af, ten westen van Oost-Zwitserland is deze gebeurtenis niet terug te vinden.
Men noemt deze gebeurtenis de Eo-Alpiene orogenese. Na deze periode van gebergtevorming bewogen de continenten Afrika en Europa weer uit elkaar, tijdens de fase van continent-continentcollisie. Hoewel het weleens beschouwd wordt als een eerste fase, staat de Eo-Alpiene orogenese vrijwel los van de rest van de Alpiene orogenese.